# Маккавана, Терри
Уильямс Терренс Маккавана (англ. William Terence McCavana; 24 января 1921, Белфаст — 16 сентября 2015, Окленд) — североирландский футболист, защитник.

## Карьера
Профессиональную карьеру начал в качестве любителя в «Колрейне». В 1948 году он переехал в Англию, подписав контракт с «Ноттс Каунти», где провел три матча в чемпионате. Он вернулся в «Колрейн» через год, проведя там двенадцать сезонов. В 1960 году поехал в Новую Зеландию, чтобы играть за «Истерн Юнион». Остаток своей жизни он провел в Новой Зеландии с женой и пятью детьми, где играл активную роль в попытках популяризации футбола на протяжении 1960-х и 70-х годов.
Дебют за национальную сборную Северной Ирландии состоялся 3 ноября 1954 года в матче Домашнего чемпионата Великобритании 1954/55 против сборной Шотландии (2:2), в котором забил автогол. Всего Маккавана за сыграл 3 матча за «зелёно-белую армию».